# Чужие (серия книг)
Серия книг «Чужой» — межавторский цикл романов о вымышленной расе чужих, впервые появившихся в художественном фильме «Чужой».

## Книги цикла

### Новеллизации
Список книг, которые были написаны на основе сценариев киносериала о Чужих.
- «Чужой» (англ. Alien) Алана Дина Фостера (29 марта 1979 года, «Уорнер-Букс»)
- «Чужие» (англ. Aliens) Алана Дина Фостера (1 июня 1986 года, «Уорнер-Букс»)
- «Чужой 3» (англ. Alien 3) Алана Дина Фостера (11 июня 1992 года, «Уорнер-Букс»)
- «Чужой: Воскрешение» (англ. Alien Resurrection) Энн Кэрол Криспин (27 ноября 1997 года, «Уорнер-Аспект» («Уорнер-Букс»))
- «Прометей» (англ. Prometheus) Джо Спайза и Дэймона Линделофа (1 августа 2012, «Ясуфуми До»)
- «Чужой: Завет» (англ. Alien: Covenant) Алана Дина Фостер (23 мая 2017, «Тайтан-Букс»; в России книга была выпущена, однако, раньше — 16 мая, почти сразу после премьеры фильма)

Первые четыре книги сразу после выхода долго не издавались, и лишь в 2014—2015 годах издательство «Тайтан-Букз», к которому на тот момент перешли все права на издание книгопечатной продукции о Чужих и Хищниках, переиздало заново всю квадрологию. Новеллизация «Прометея» была издана только в Японии и на японском языке.
В России в 1990-х годах были изданы с многократными переизданиями только новеллизации Фостера, поскольку четвёртый фильм ещё не был выпущен. Только в 2018 году издательство «АСТ», которое получило от «Тайтан-Букз» лицензию на издание, стало издавать новеллизации в новом переводе — «Чужой» вышел 19 июня 2018 года.  Новеллизация Криспин впервые была издана в 2019 году.

### Самостоятельные книги

#### Стив Перри
- «Чужие: Земной улей» (в России изначально была издана под названием «Земной муравейник») (англ. Aliens: Earth Hive) (1 сентября 1992, «Бэнтам-Букс») — новеллизация шестисерийной серии комиксов «Aliens: Outbreak» Марка Верхейдена (июль 1988 — июль 1989, «Dark Horse Comics»)
- «Чужие: Приют кошмаров» (англ. Aliens: Nightmare Asylum) (1 апреля 1993, «Бэнтам-Букс») — новеллизация четырёхсерийной одноимённой серии комиксов Марка Верхейдена (август 1989 — май 1990, «Dark Horse Comics»)
- «Чужие: Женская война» (в России изначально была издана под названием «Война без правил») (англ. Aliens: The Female War) (1 июля 1993, «Бэнтам-Букс») — новеллизация четырёхсерийной одноимённой серии комиксов Марка Верхейдена (июнь — октябрь 1990, «Dark Horse Comics»)
- «Чужой против Хищника: Добыча» (англ. Aliens vs. Predator: Prey) (1 апреля 1994, «Бэнтам-Спектра») — новеллизация пятисерийной одноимённой серии комиксов Рэнди Стрэйдли (июнь — декабрь 1990, «Dark Horse Comics»)

Последние две книги были написаны соавторстве с его дочерью Стефани Перри. Первые три книги являются новеллизацией серии комиксов, созданных как каноничные спин-оффы к готовящемуся к выходу фильму «Чужой 3», но «производственный ад», которым сопровождались съёмки фильма, в итоге сделал их неканоничными.

#### Стефани Перри
- «Чужие: Преступное предприятие» (англ. Aliens: Criminal Enterprise) (9 января 2008, «Ди-Эйч-Пресс»).

#### Дэвид Ф. Бишоф
- «Чужие: Геноцид» (англ. Aliens: Genocide) (1 декабря 1993, «Бэнтам-Букс») — новеллизация четырёхсерийной одноимённой серии комиксов Майка Ричардсона и Джона Аркуди (ноябрь 1991 — февраль 1992, «Dark Horse Comics»)

#### Роберт Шекли
- «Чужие: Чужая жатва» (англ. Aliens: Alien Harvest) (1 августа 1995, «Бэнтам-Спектра») — новеллизация четырёхсерийной одноимённой серии комиксов Джерри Проссера (февраль — май 1992, «Dark Horse Comics»)

#### Ивонна Наварро
- «Чужие: Музыка смерти» (англ. Aliens: Music of the Spears) (1 сентября 1996, «Бэнтам-Спектра») — новеллизация четырёхсерийной одноимённой серии комиксов Чета Уилльямсона (январь — апрель 1994, «Dark Horse Comics»)

#### Майкл Ян Фридман
- «Чужие: Первородный Грех» (англ. Aliens: Original Sin) (15 ноября 2005, «Ди-Эйч-Пресс») — сиквел фильма «Чужой: Воскрешение».

#### Мира Грант
- «Чужой: Эхо» (англ. Alien: Echo) (9 апреля 2019, «Макмилиан-Паблишерс»).

### Кроссоверы
- «Чужой против Хищника» (англ. Alien vs. Predator) Марка Церасини (1 июля 2004 года, «Харпер-Энтертэймент») — новеллизация фильма 2004 года
- «Хищник: Вторжение»
- «Чужой: Нашествие»
- «Чужой против Хищника: Армагедон»

### Тайтан-Букс
В 2014 году все права на выпущенную на тот момент книжную продукцию по Чужим перешли издательству «Тайтан-Букс», которое после этого стало издавать свою серию.
- «Чужой: Из теней» (англ. Alien: Out of the Shadows) Тима Леббона (28 января 2014 года) — происходит в промежутке между событиями фильмов «Чужой» и «Чужие».
- «Чужой: Море печали» (англ. Alien: Sea of Sorrows) Джеймса Артура Мура (25 июля 2014 года) — происходит спустя примерно сто лет[4] после событий фильма «Чужой: Воскрешение» (изначально книга должна была игнорировать третий и четвёртый фильмы[5]).
- «Чужой: Река боли» (англ. Alien: River of Pain) Кристофера Голдена (25 ноября 2014 года) — мидквел, предваряющий события фильма «Чужие».

Данная трилогия, согласно её рекламе, была написана под контролем «20th Century Fox» в качестве канона по отношению к киносериалу. Тем не менее, все три содержат сюжетные ляпы, противоречащие хронологии фильма. События всех трёх книг упомянуты в фанатском руководстве «Alien: The Weyland-Yutani Report».
- «Чужие: Охота на жуков» (англ. Aliens: Bug Hunt) (18 апреля 2017 года) — выпущенный «Тайтан-Букз» сборник из 18-ти рассказов, написанных 19-ю писателями (в их числе Леббон, Мур и Голден), чьё действие происходит параллельно всей киноквадрологии и во многих рассказах присутствуют персонажи из фильмов. Несмотря на название, только в 10-ти рассказах Чужие присутствуют как персонажи, в оставшихся восьми они либо только упоминаются, либо вовсе в сюжете не задействованы. Редактор книги Джонатан Мэйбирри в предисловии пишет, что некоторые рассказы считать каноном не следует.
- «Чужой: Завет. Начало» (англ. Alien: Covenant — Origins) Алана Дина Фостера (26 сентября 2017) — приквел фильма «Чужой: завет».
- «Чужой: Холодная кузница» (англ. Alien: The Cold Forge) Алекса Уайта (24 апреля 2018)
- «Чужой: Изоляция» (англ. Alien: Isolation) Кита Декандидо (30 июля 2019) — новеллизация игры 2014 года.

В России все семь книг были выпущены издательством «АСТ» в 2016—2020 годах.